# Денисюк Володимир Петрович
Володимир Петрович Денисюк (27 липня 1945, Київ) — радянський та український математик. Доктор фізико-математичних наук (1996), професор (2001).

## Життєпис
Народився 27 липня 1945 року в місті Києві.
У 1973 році закінчив механіко-математичний факультет Київського національного університету імені Тараса Шевченка.
Протягом 1975—2002 років працював у Київському політехнічному інституті на посадах  старшого наукового співробітника, асистента, старшого викладача, доцента, професора кафедри вищої математики.
У 1985 р. захистив кандидатську дисертацію за спецтематикою.
З 1996 р. доктор фізико-математичних наук (тема дисертації «Основи теорії моделювання і математичної обробки радіофізичних сигналів з урахуванням їх диференціальних властивостей із застосуванням сплайн-функцій».
З 2000 р. член Академії інженерних наук України.
З 2001 р. професор кафедри вищої математики.
З 2002 року Денисюк В. П. працює в Національному авіаційному університеті: завідувач кафедри вищої математики (2002—2003 рр.), завідувач кафедри вищої та обчислювальної математики (з 2003 року по 2019 рік).
Наукові дослідження Денисюка В. П. пов'язані з розробкою деяких питань теорії та застосування поліноміальних і тригонометричних сплайнів.
Запропонував та дослідив лінійний метод -підсумовування тригонометричних многочленів, на базі якого побудував класи багатопараметричних інтерполювальних тригонометричних функцій з певними властивостями гладкості — тригонометричні сплайни; показав, що при певних значеннях параметрів класи тригонометричних сплайнів включають класи простих періодичних поліноміальних сплайнів як парного так і непарного степеня.
Запропонував метод фантомних вузлів, застосування якого дозволяє значно підвищити точність наближення неперервних функцій інтерполяційними тригонометричними многочленами.
Запропонував та дослідив методи типу Пуасона-Абеля узагальненого підсумовування розбіжних тригонометричних рядів, на базі яких отримав подання періодичних поліноміальних В-сплайнів.
Запропонував та дослідив клас узагальнених тригонометричних функцій, які є узагальненням періодичних розподілів Л.Шварца; на базі цих функцій побудував розширені класи тригонометричних інтерполяційних сплайнів, більшість з яких не має поліноміальних аналогів.
Запропонував оригінальний метод побудови ермітових тригонометричних многочленів та сплайнів.
Денисюк В. П. є автором і співавтором понад 160 наукових та навчально-методичних праць, серед яких 4 монографії, 10 підручників та навчальних посібників.
Є членом редколегій 3 наукових періодичних видань, членом двох Спеціалізованих рад  по захисту докторських і кандидатських дисертацій, неодноразово входив  у склад Експертних рад ВАК України.

## Перелік основних наукових та науково-методичних праць
Основні монографії:
- Денисюк В. П. Сплайни та сигнали.- К.:ЗАТ «ВІПОЛ», 2007. — 228 с.
- Денисюк В. П. Фундаментальні функції та тригонометричні сплайни.- .- К.: ПАТ Віпол", 2015. — 296с.
- ДенисюкВ. П. Тригонометричні ряди та сплайни.- К.:НАУ, 2017 р.-212с.

Основні статті:
- Denysiuk V.P.,Denysiuk O.V. On One Method of Correlation and Spectrum Estimation Development.- AVIATION, Vol X, No 1, Vilnius «Technika», 2006
- Denysiuk V. The method of improvement of convergence Fourier series and interpoliation polynomials in orthogonal functions. — Cornell University Library. Submitted 17 May, 2018 [Архівовано 21 січня 2022 у Wayback Machine.].
- Denysiuk V. The method of summation of divergent trigonometric series. - Cornell University Library. Submitted 29 May, 2018.
- Denysiuk V. Generalized Trigonometric Functions and Their Applications.- IOSR Journal of Mathematics (IOSR-JM) e-ISSN: 2278-5728, p-ISSN: 2319-765X. Volume 14, Issue 6 Ver. I (Nov — Dec 2018), PP 19-25
- Denysiuk V. About one method for constructing Hermite trigonometric polynomials.- Cornell University Library. Submitted 12 Feb, 2019.
- Denysiuk V. About one method of construction of interpolation trigonometric splines.- Cornell University Library. Submitted 21 Feb, 2019.
- Denysiuk V. Trigonometric splines in spectral problems - Cornell University Library. Submitted 2 October, 2019.
- Denysiuk V. About the classification of trigonometric splines - Cornell University Library. Submitted 2 October, 2019.

Основні навчально-методичні праці
- Денисюк В. П., Репета В. К. та ін.  Вища математика. Модульна технологія навчання. Навчальний посібник. Частини 1,2,3,4. К.: НАУ.
- Денисюк В. П., Олешко Т. А.  та ін. Higher Mathematics. Part 1,2,3,4.  Manual.- Навчальний посібник (англійською мовою). — К.: НАУ.
- Денисюк В. П., Репета В. К., Синеглазов В. М. Вища математика. Модульна технологія навчання. Навчальний посібник (іспанською мовою). К.:НАУ,  2009. — Ч.1,2. — 296с.
- Денисюк В. П., Репета В. К. Вища математика — Підручник — К.: НАУ, 2013. — Ч.1.–  472 с.